# Базелюк, Константин Сергеевич
Константи́н Серге́евич Базелю́к (род. 12 апреля 1993, Витязево, Краснодарский край) — российский футболист, нападающий. Мастер спорта России (2024).

## Биография

### Ранние годы
Константин Базелюк родился 12 апреля 1993 года в Витязево. Мать Константина наполовину гречанка. У Константина есть сестра — Марианна. Отец Базелюка также в детстве занимался футболом. Играя за «Смену» из Анапы, Базелюк хоть и мало, но надеялся стать профессиональным футболистом, но всё-таки не прекращал заниматься в секции[что?]. В 13 лет Базелюка пригласили в ДЮСШ ЦСКА, где он и начал профессиональную карьеру.

### Клубная карьера

#### ЦСКА

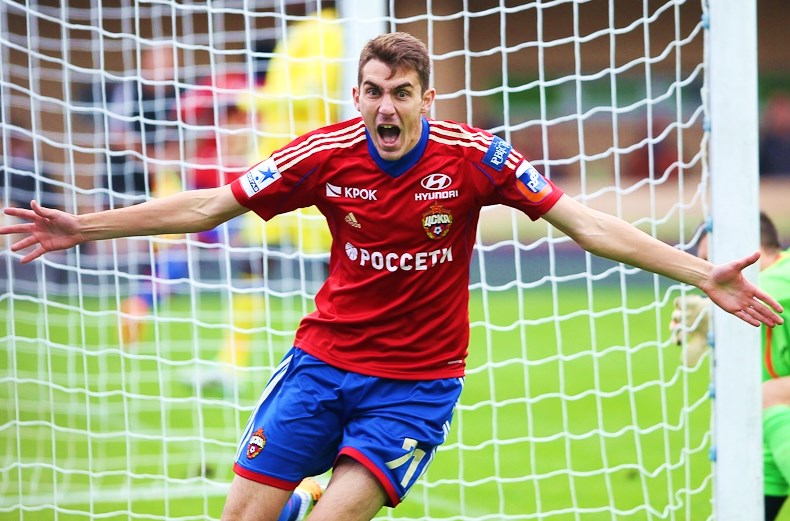
Базелюк празднует дебютный гол в ворота «Ростова»

С 2010 года стал играть за молодёжный состав ЦСКА. Там он провёл 66 матчей и забил 32 гола.
За основной состав ЦСКА дебютировал 17 апреля 2013 года в матче Кубка России против «Енисея» на стадии 1/4 финала, заменив Ахмеда Мусу на 73 минуте. Матч закончился победой московского клуба со счётом 3:0.
14 сентября 2013 года в матче 8 тура чемпионата против «Ростова» на 68-й минуте вышел на поле, заменив также дебютанта премьер-лиги Витиньо. На 70-й минуте матча Базелюк открыл счёт, забив мяч с передачи Ахмеда Мусы, чем принёс победу армейцам. После матча Базелюка стали называть надеждой российского футбола и прирождённым бомбардиром.
17 сентября 2013 года дебютировал в Лиге чемпионов в матче против «Баварии» в Мюнхене, в котором ЦСКА уступил 0:3. 20 апреля 2014 года в матче против «Кубани» (4:0) забил гол и отдал голевой пас.. Бывший тренер ЦСКА Костылев сказал, что в будущем Базелюк может стать игроком основного состав армейского клуба.
В сезоне 2014/15 сыграл только один матч в чемпионате и два матча в кубке, где забил единственный гол в сезоне.

#### «Торпедо» (Москва)
12 января 2015 года Базелюк был отдан в аренду в «Торпедо» до конца сезона, в составе которого провёл лишь один в матч в рамках Премьер-лиги 5 апреля 2015 года против тульского «Арсенала», выйдя на замену на 72-й минуте. Главный тренер «Торпедо» Валерий Петраков сказал про нападающего следующее:
«Базелюк не впечатлил. Проблема во всём. Прежде всего, наверное, в его психологии, его характере. Нападающий не должен быть таким. Нападающий должен быть бойцом. А его чуть заденут — он падает и десять минут лежит. По всем моментам он просто не вписался в команду. А команда всё чувствует, всё видит. Хотя я ему давал достаточно много шансов для того, чтобы он проявил себя. Но у него не получилось»

#### Лето 2015
2 июля 2015 года «Кубань» взяла Базелюка в аренду на один сезон с правом выкупа. 12 июля генеральный директор сообщил футболисту, что клуб, несмотря на контракт, не нуждается в его услугах. После подписания договора Базелюк прошёл медобследование, не выявившее у игрока каких-либо проблем. Однако по прибытии на сбор команды в Словению футболист заболел. Несколько дней держалась температура +39. Врачи диагностировали вирусную инфекцию. По выздоровлении Базелюк был готов принять участие в последнем товарищеском матче на сборе с местной командой «Заврч», но ему сообщили, что на него не рассчитывают. 13 июля «Кубань» вернулась в Краснодар. В начале недели клуб подал заявочный список игроков для участия в чемпионате России, где фамилии Базелюка не оказалось.
Позже Базелюк отправился на просмотр в «Крылья Советов», но клуб в итоге отказался от аренды нападающего. Не удалось футболисту перейти и в «Балтику», которой было запрещено заявлять новых футболистов. 28 августа 2015 года Базелюк перешёл на правах аренды в команду первого дивизиона «СКА-Энергия» до конца сезона-2015/16.

#### Другие аренды
Свой первый гол за «СКА-Энергия» Базелюк забил 14 сентября 2015 года в матче против «Зенит-2» (2:1). 1 декабря 2015 года было объявлено, что Базелюк будет выступать за «СКА-Энергия» до конца сезона 2015/2016. За сезон выступлений за «СКА-Энергия» Базелюк в 28 матчах забил 10 голов.
27 июня 2016 года ЦСКА подтвердил аренду Базелюка в «Эшторил-Прая» до конца сезона-2016/17 с правом последующего выкупа. 4 декабря в домашнем матче 12 тура чемпионата Португалии против клуба «Белененсиш» (1:1), Базелюк появился на поле на 78-й минуте при счёте 0:1 в пользу гостей и спас свою команду от поражения, отличившись голом на 81-й минуте. 14 декабря в матче 1/8 финала Кубка Португалии с «Санжуаненсе» (4:2) Базелюк оформил «дубль» и помог своей команде выйти в четвертьфинал. За весь сезон Базелюк провел 11 матчей чемпионата, отличился 1 забитым голом, в последней своей игре получил травму, оставшиеся матчи сезона футболист пропустил, 9 июня 2017 года официально вернулся из аренды в Россию.
Сезон 2017/2018 Базелюк начал в составе клуба «Анжи» на правах аренды. Провёл 6 матчей в чемпионате России, однако результативными действиями не отметился.
11 января 2018 года было объявлено, что Базелюк отдан в аренду чешскому клубу «Зброёвка» до конца сезона с правом выкупа.

#### «Мордовия»
3 июля 2019 года подписал контракт с саранской «Мордовией». 13 июля дебютировал за клуб в матче против «Шинника». 20 июля забил первый гол.

### Сборная
За юношескую сборную Базелюк дебютировал на Мемориале Гранаткина, где сыграл три матча. Также сыграл два товарищеских матча и забил гол.
6 сентября 2013 года Базелюк дебютировал в составе молодёжной сборной России в матче отборочного этапа к чемпионату Европы против сборной Словении. Базелюк забил два гола и помог россиянам победить. 10 октября того же года Константин помог России избежать поражения, оформив дубль в матче против Болгарии.
За молодёжную сборную России в отборочных матчах Чемпионата Европы по футболу 2015 среди молодёжных сборных сыграл шесть матчей и забил пять голов.

## Достижения

### Командные
ЦСКА (Москва)
- Чемпион России: 2013/14
- Обладатель Кубка России: 2012/13
- Обладатель Суперкубка России (2): 2013, 2014

### Личные
- По итогам 2013 года был признан лучшим молодым футболистом России (национальная премия «Первая пятёрка»)[23].

## Клубная статистика
| Клуб             | Лига             | Сезон            | Чемпионат | Чемпионат | Кубок | Кубок | Еврокубки | Еврокубки | Итого | Итого |
| Клуб             | Лига             | Сезон            | Игры      | Голы      | Игры  | Голы  | Игры      | Голы      | Игры  | Голы  |
| ---------------- | ---------------- | ---------------- | --------- | --------- | ----- | ----- | --------- | --------- | ----- | ----- |
| ЦСКА             | Премьер-лига     | 2012/13          | 0         | 0         | 1     | 0     | 0         | 0         | 1     | 0     |
| ЦСКА             | Премьер-лига     | 2013/14          | 17        | 2         | 4     | 1     | 2         | 0         | 23    | 3     |
| ЦСКА             | Премьер-лига     | 2014/15          | 1         | 0         | 2     | 1     | 0         | 0         | 3     | 1     |
| ЦСКА             | Итого            | Итого            | 18        | 2         | 7     | 2     | 2         | 0         | 27    | 4     |
| → Торпедо М      | Премьер-лига     | 2014/15          | 1         | 0         | 0     | 0     | —         | —         | 1     | 0     |
| → Торпедо М      | Итого            | Итого            | 1         | 0         | 0     | 0     | 0         | 0         | 1     | 0     |
| → СКА-Энергия    | ФНЛ              | 2015/16          | 28        | 10        | 1     | 1     | —         | —         | 29    | 11    |
| → СКА-Энергия    | Итого            | Итого            | 28        | 10        | 1     | 1     | 0         | 0         | 29    | 11    |
| → Эшторил-Прая   | Примейра Лига    | 2016/17          | 11        | 1         | 2     | 2     | —         | —         | 13    | 3     |
| → Эшторил-Прая   | Итого            | Итого            | 11        | 1         | 2     | 2     | 0         | 0         | 13    | 3     |
| → Анжи           | Премьер-лига     | 2017/18          | 6         | 0         | 0     | 0     | —         | —         | 6     | 0     |
| → Анжи           | Итого            | Итого            | 6         | 0         | 0     | 0     | 0         | 0         | 6     | 0     |
| → Зброёвка       | Первая лига      | 2017/18          | 12        | 1         | 0     | 0     | —         | —         | 12    | 1     |
| → Зброёвка       | Итого            | Итого            | 12        | 1         | 0     | 0     | 0         | 0         | 12    | 1     |
| → СКА-Хабаровск  | ФНЛ              | 2018/19          | 31        | 7         | 2     | 1     | —         | —         | 33    | 8     |
| → СКА-Хабаровск  | Итого            | Итого            | 31        | 7         | 2     | 1     | 0         | 0         | 33    | 8     |
| Мордовия         | ФНЛ              | 2019/20          | 7         | 1         | 0     | 0     | —         | —         | 7     | 1     |
| Мордовия         | Итого            | Итого            | 7         | 1         | 0     | 0     | 0         | 0         | 7     | 1     |
| Всего за карьеру | Всего за карьеру | Всего за карьеру | 114       | 22        | 12    | 6     | 2         | 0         | 128   | 28    |